# Videokriget

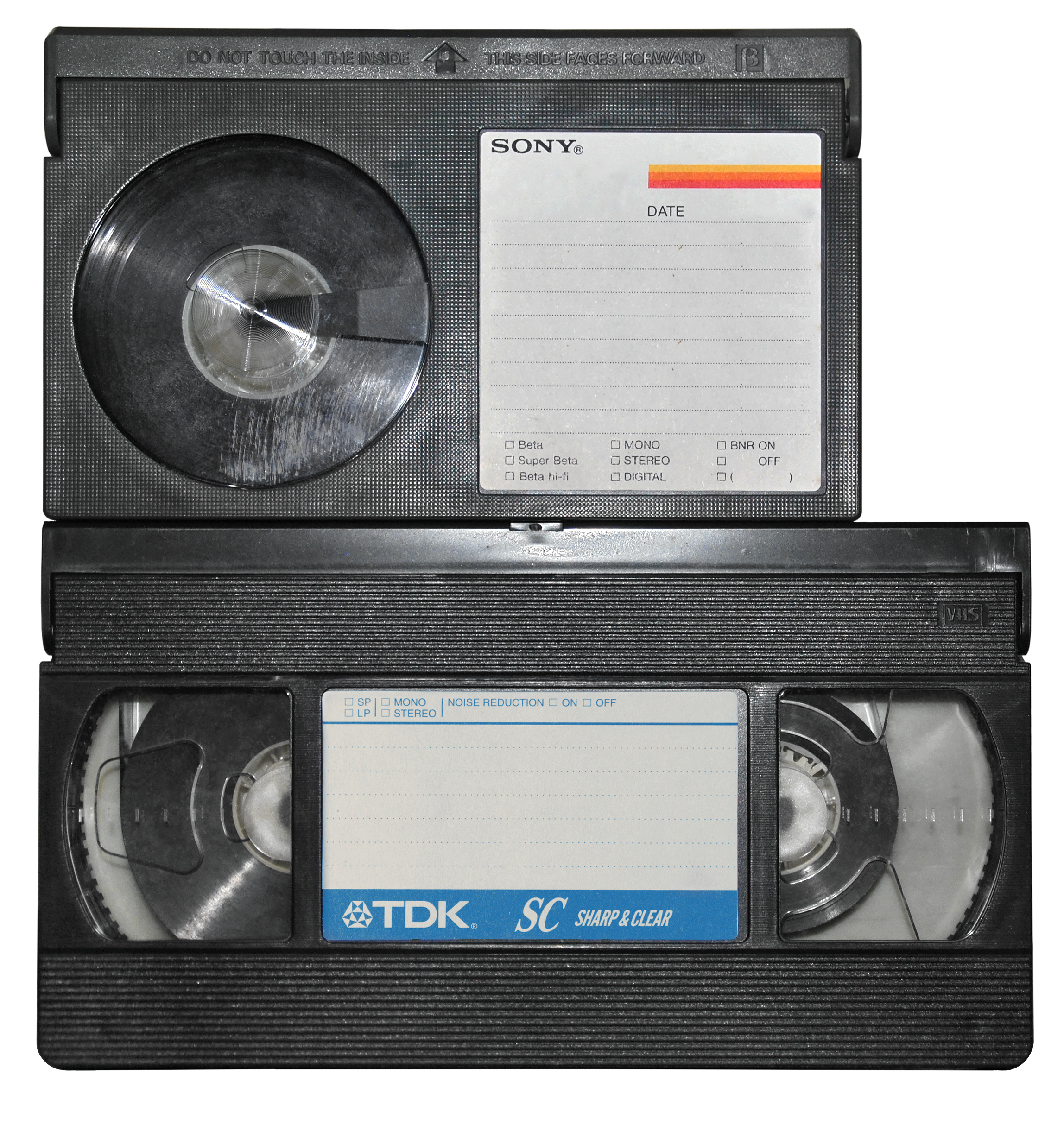
Överst en Betamax-kassett, underst en VHS-kassett.

Videokriget var en marknadsföringstävlan under slutet av 1970-talet och under 1980-talet där det gällde för företagen att bäst marknadsföra och sälja just sitt system för videobandspelare i olika länder. Japanska Sonys Betamax sades allmänt ha bäst teknik, men ett annat japanskt företag, JVC med sin VHS, vann på bland annat bättre marknadsföring. Även västtyska Grundig och nederländska Philips var inblandade med sin Video 2000, men drog sig ur 1988. VHS förklarades ha segrat mot slutet av 1980-talet och dominerade sedan hemvideomarknaden totalt fram till DVD-formatet, som lanserades i Japan i november 1996, slog igenom. De barn som växte upp i början av 1990-talet med videobandspelare i hemmen kände oftast inte till något om videokriget eller olika system. För dem var VHS synonymt med videobandspelare, eller det i vardagligt tal använda ordet video.
Överhuvudtaget så drev VHS en mer aggressiv marknadsföring och hade tagit över köp- och hyrfilmsmarknaden i USA nästan helt och hållet under mitten av 80-talet. Vid årtiondets slut kunde man enbart köpa eller hyra Betamax-titlar genom att vända sig till enstaka butiker som beställde på efterfrågan.

### Fotnoter
1. ↑  Alexander Kuprijanko (18 november 2006). ”VHS-kassetten är död” (på svenska). Sydsvenskan. Arkiverad från originalet den 26 maj 2018. https://web.archive.org/web/20180526225304/https://www.sydsvenskan.se/2018-05-26/larm-om-brand-pa-forskola. Läst 27 maj 2018.
2. ↑  ”Selecting a Vcr for Your Needs”. The New York Times. 27 november 1986. https://www.nytimes.com/1986/11/27/garden/selecting-a-vcr-for-your-needs.html. Läst 27 februari 2020.
3. ↑  ”HOME ENTERTAINMENT/VIDEO: FAST FORWARD; To Raise Awareness Drop the Price”. The New York Times. 26 mars 1989. https://www.nytimes.com/1989/03/26/arts/home-entertainmentvideo-fast-forward-to-raise-awareness-drop-the-price.html. Läst 27 februari 2020.